# عبد المنعم النمر (ممثل)
عبد المنعم النمر (1934 - 1998)، هو ممثل مصري له العديد من الأفلام.

## أعماله

### المسلسلات
- الدوائر المغلقة (1997)
- عدل الأيام (1996)
- المحاكمة (1993)
- حكاية شفيقة ومتولي (1993)
- ليالي الغضب (1993)
- نقل مخ (1989)
- طيور الزمن الجريح (1989)
- الغفران  (1989)
- الأخوة زنانيري  (1988)
- الزوجة أول من يعلم 1987)
- صرخة برئ  (1987)
- رحمه (1987)
- ينابيع النهر  (1986)
- سفر الأحلام (1986)
- الأفيال (1986)
- الوريث  (1986)
- برديس (1985)
- غريب على الطريق (1984)
- الباقي من الزمن ساعة (1982)
- الثأر قبل الحب أحيانا (1981)
- عم حمزة (1981)
- عيون (1980)
- كيمو (1979)
- أفواه وأرانب (1978)
- الأصابع الرهيبة (1978)
- أحلام الفتى الطائر (1978)
- عالم غريب (1978)
- دمعة ألم  (1978)
- الغربة (1977)
- الهاربان (1976)
- متاعب المهنة (1970)
- المطاردة (1969)
- وتبقى الأرض دائما
- المرأة الأخرى
- سلف ودين
- ولدي
- عباس وحكايته مع الناس

### الأفلام
- الغيبوبة  (1997)
- كرامة امرأة (1996)
- الرجل الشرس (1996)
- هارب إلى السجن (1995)
- كراملة (1995)
- درب العوالم (1994)
- خلطبيطه (1994)
- المليونير الصعلوك (1994)
- سفينة الحب والعذاب (1993)
- لا يا عنف (1993)
- مطاردة في الممنوع (1993)
- أقوى الرجال (1993)
- الهاربان  (1993)
- الثعالب (1993)
- فتحية والمرسيدس (1992)
- البلدوزر (1992)
- زوجتي والذئب (1992)
- وكر الذئب (1992)
- جريمة في الاعماق (1992)
- شياطين الشرطة (1992)
- الراقصة والحانوتي (1992)
- درب البهلوان (1992)
- خلي بالك من عزوز (1992)
- حصل ياسعادة البيه (1991)
- قبضة الهلالي (1991)
- تحت الربع (1991)
- نصيب الأسد (1991)
- المفسدون  (1991)
- الغشيم (1991)
- مصرع الذئاب (1991)
- المساطيل (1991)
- القانون لا يعرف الحب (1991)
- بائعة الشاي (1991)
- قضية سميحة بدران (1990)
- مغامرات رشا (1990)
- بلاغ للرأي العام (1990)
- جواز عرفي (1990)
- شوادر (1990)
- الواد سيد النصاب (1990)
- النيابة تطلب البراءة (1990)
- صاحبك من بختك  (1990)
- خميس يغزو القاهرة (1990)
- فضيحة العمر (1989)
- 3 ساعات حرجة (1989)
- المعلمة سماح (1989)
- جيران آخر زمن (1989)
- يا عزيزي كلنا لصوص (1989)
- أرملة رجل حي (1989)
- العميل رقم 131989)
- الصعايدة جم (1989)
- أحلام العبيط (1989)
- حكاية لها العجب  (1989)
- بنت الباشا الوزير  (1988)
- الأب الشرعي (1988)
- البوليس النسائي  (1988)
- سمك لبن تمر هندي (1988)
- المرأة والقانون (1988)
- الأب الثائر (1988)
- ملف سامية شعراوي (1988)
- المشاغبات الثلاثة  (1987)
- النظرة الأخيرة (1987)
- العملاق (1987)
- شاهد إثبات (1987)
- لعبة الكبار (1987)
- سكة الندامة (1987)
- العرضحالجي في قضية نصب (1987)
- الملعوب (1987)
- بنات حارتنا (1987)
- امرأة من نار (1987)
- المتمرد (1987)
- الهانم بالنيابة عن مين  (1987)
- الخرتيت (1987)
- الوحل (1987)
- الضائعة (1986)
- ابنتي والذئاب (1986)
- كدابين الزفة (1986)
- كراكون في الشارع (1986)
- وداعا يا ولدي (1986)
- التوت والنبوت (1986)
- الاختلاط ممنوع  (1986)
- الحدق يفهم  (1986)
- نأسف لهذا الخطأ (1986)
- ناس هايصة وناس لايصة (1986)
- مرارة الأيام (1986)
- امراة مطلقة (1986)
- دموع الشيطان (1986)
- سنوات الخطر (1985)
- انتهى التحقيق  (1985)
- علي بيه مظهر و40 حرامي (1985)
- النشالات الفاتنات (1985)
- بيت القاصرات  (1984)
- أيوب (1983)
- برج المدابغ (1983)
- السادة المرتشون  (1983)
- المحاكمة (1982)
- إنهم يسرقون عمري (1982)
- الأقدار الدامية (1982)
- على باب الوزير (1982)
- زيارة سرية (1981)
- إللي ضحك على الشياطين (1981)
- لحظة ضعف (1981)
- الثعالب الصغيرة (1980)
- العاشقة (1980)
- اللصوص (1980)
- x علامة معناها الخطأ (1980)
- عشاق تحت العشرين (1979)
- لعنة الزمن (1979)
- الوهم (1979)
- خدعتني امرأة (1979)
- إحنا بتوع الأتوبيس (1979)
- ولا عزاء للسيدات (1979)
- ابن مين في المجتمع (1979)
- نوع من النساء (1979)
- المتوحشة (1979)
- الملاعين (1979)
- قاهر الظلام (1978)
- القاضي والجلاد (1978)
- رحلة النسيان (1978)
- بنت غير كل البنات (1978)
- شفاه لا تعرف الكذب (1978)
- عيب يا لولو .. يا لولو عيب (1978)
- القطط السمان (1978)
- وادي الذكريات  (1978)
- أولاد الحلال  (1978)
- الصعود إلى الهاوية (1978)
- وداعاً للعذاب (1978)
- رحلة داخل امرأة  (1978)
- إبليس في المدينة (1978)
- رجب فوق صفيح ساخن (1978)
- مع حبي وأشواقي (1977)
- أمرأه من زجاج (1977)
- 3 كدبة وكدبة (1977)
- جنس ناعم (1977)
- نساء في المدينة  (1977)
- من أجل الحياة (1977)
- لا يا من كنت حبيبى (1976)
- حكمتك يارب (1976)
- دائرة الانتقام (1976)
- بعيدًا عن الأرض  (1976)
- الحساب يا مدموازيل (1976)
- وجها لوجه (1976)
- ما بعد الحب (1976)
- النداهة (1975)
- شبان هذه الأيام (1975)
- الكرنك (1975)
- الخدعة الخفية (1975)
- الهارب (1974)
- الرصاصة لا تزال في جيبي (1974)
- شلة المحتالين (1973)
- السلم الخلفي (1973)
- آدم والنساء (1971)
- صيف قوي الذاكرة (1968)
- الثمن غالي
- مصيدة الحب والزواج
- البحث عن جريمة
- كف وأربع أصابع

### سهرة تلفزيونية
- عيون لا ترى الحب  (1983)
- ملحمة الحب والحجارة
- رحلة الأحزان
- حكم القدر
- عيون الوهم